# وانگ چنگ پانگ
وانگ چنگ پانگ (انگلیسی: Wang Cheng-pang؛ زادهٔ ۱۲ ژانویهٔ ۱۹۸۷) کماندار اهل تایوان است.